# Juli 2019
Dit artikel geeft een chronologisch overzicht van de belangrijkste gebeurtenissen per dag in de maand juli van het jaar 2019.

## Gebeurtenissen

### 1 juli
- Finland neemt het voorzitterschap van de Raad van de Europese Unie over van Roemenië.
- Bij een aanval in de Afghaanse hoofdstad Kabul met onder meer een autobom vallen zeker 40 doden. De aanval wordt opgeëist door de Taliban.[1]
- Bij een Israëlische luchtaanval op militaire doelwitten in Syrië vallen zeker 16 doden.[2]

### 2 juli
- Op een Europese top in Brussel wordt de Belgische eerste minister Charles Michel verkozen tot derde voorzitter van de Europese Raad. De Duitse Ursula von der Leyen wordt voorgedragen als nieuwe Commissievoorzitter.
- Liesbeth Homans legt de eed af als eerste vrouwelijke minister-president van Vlaanderen in de regering-Homans.

### 13 juli
- Na het opstappen van Kris Van Dijck wordt Wilfried Vandaele de nieuwe voorzitter van het Vlaams Parlement.

### 16 juli
- De nominatie van Ursula von der Leyen als voorzitter van de Europese Commissie door de Europese Raad wordt met een nipte meerderheid bevestigd door het Europese Parlement.

### 18 juli
- De ministers in de nieuwe Brusselse regering-Vervoort III leggen de eed af.

### 24 juli
- België en Nederland beleven met respectievelijk 39,9°C in Kleine-Brogel en 39,3°C in Eindhoven hun hoogste dagtemperatuur ooit sinds het begin van de metingen. Het vorige record in Nederland uit 1944 van 38,6°C in Warnsveld bleef bijna 75 jaar ongeëvenaard.
- Na het aftreden van Theresa May wordt Boris Johnson de nieuwe premier van het Verenigd Koninkrijk.

### 25 juli
- Een dag na de vorige warmterecords stijgen de temperaturen in België en Nederland voor het eerst boven de 40,0°C. België beleefde zijn warmste dag ooit: in Begijnendijk werd 41,8°C gemeten. In het Nederlandse Gilze en Rijen werd 40,7°C gemeten. (Lees verder)
- In het Roemeense Caracal wordt een 65-jarige man opgepakt naar aanleiding van de vermissing van een 15-jarig meisje. De trage reactie van de autoriteiten leidde tot demonstraties en het ontslag van onder anderen de minister van Binnenlandse Zaken.

### 26 juli
- In De Bilt was het de nacht met de hoogste minimum-temperatuur sinds het begin van de metingen: 22,9°C. Het was tevens de tweede achtereenvolgende dag dat er in Nederland een temperatuur van minimaal 40°C werd gemeten: 40,1°C in Volkel.
- De negentiende etappe van de Ronde van Frankrijk wordt stilgelegd vanwege de slechte weersomstandigheden, die de onberijdbaarheid van het parcours met zich meebrachten. Er wordt geen etappewinnaar aangeduid.

### 29 juli
- Op het centraal station van Frankfurt duwt een man uit Eritrea een vrouw en haar zoon voor de trein. Het achtjarige kind komt daarbij om het leven.[3]

## Overleden
← · januari · februari · maart · april · mei · juni · juli · augustus · september · oktober · november · december ·  →